# Iglesia de San Juan Bautista (Calviá)
La iglesia parroquial de San Juan Bautista se encuentra situada en la villa española de Calviá, en la isla de Mallorca (Baleares).

## Historia
Se erigió en el año 1248 en honor a San Juan Bautista, aunque anteriormente el pueblo ya se había constituido como parroquia bajo el nombre de Sante Ihoannes Caviano. El cordero del escudo heráldico del municipio, hace pensar que proviene de la veneración a este santo. En 1595 continuaba aislada, pero se encontraba rodeada de viviendas que terminaron formando el pueblo. Hacia el siglo XVI contaba con una torre de defensa y por entonces ya se veneraba la imagen de la Mare de Déu dels Dolors.
El templo posee una capilla dedicada a San Sebastián, al cual se atribuye el milagro de salvar a la población de la peste que azotó la isla en 1652. 
A lo largo de los años sufrió diversas reformas y en 1867, se derrumbó la antigua iglesia y se comenzó una nueva construcción que, al poco tiempo tuvo que detenerse. Las obras se reiniciaron en 1890 y concluyeron seis años después, resultando en una mixtura de estilos, del cual destaca el neoclásico con elementos neorrománicos y neogóticos. Consiste en una sola nave con cinco capillas laterales de arco de medio punto dedicadas a distintos santos. 
El presbiterio se define por un arco toral cubierto por un cuarto de esfera con forma de concha. El pórtico lo forman cinco archivoltas de medio punto, que alternan la decoración floral con punta de diamante. Sobre el pórtico, existe un enorme relieve que representa a Jesús en el huerto de Getsemaní. En los laterales, se encuentran unos nichos con las imágenes de San Francisco, de Santa Paula y de Santa Rita. En el coronamiento de la fachada se encuentra el arcángel San Miguel, posando con la actitud de haber vencido a Lucifer.
En 1780 se reformó la rectoría sobre la iglesia antigua. Destacan el portal y el claustro. La entrada consiste en un vestíbulo cubierto por una bóveda de arista rebajada.